# Ljubomir Gucev
Ljubomir Kostadinov Gucev (in bulgaro Любомир Костадинов Гуцев?; Goce Delčev, 18 marzo 1990) è un ex calciatore bulgaro, di ruolo difensore.

## Carriera
Ha giocato nella massima serie bulgara.